# Leposoma caparensis
Leposoma caparensis là một loài thằn lằn trong họ Gymnophthalmidae. Loài này được Esqueda mô tả khoa học đầu tiên năm 2005.